# Nassau (Isole Cook)
Nassau (nome nativo: Te Nuku-o-Ngalewu) è un atollo appartenente all'arcipelago delle Isole Cook, localizzato 89 km a sud di Pukapuka, con la quale condivide la lingua nativa. 

## Geografia fisica

### Territorio
È un isola sabbiosa circondata da una stretta distesa di barriera corallina.